# René Avigdor
Isaac Samuel René Avigdor né à Nice le 5 janvier 1867 et mort à Paris, le 7 décembre 1920 est un peintre français.

## Biographie
Élève de Louis Hector Leroux, René Avigdor se spécialise dans le portrait et est remarqué en 1893 au Salon des indépendants. 
Il est connu pour ses portraits d'élégantes fin de siècle. Il peint une série de portraits d'Auguste Rodin à la fin des années 1890 (Paris, musée Rodin). 
Il prend part à la Première Guerre mondiale comme capitaine territorial du 96e régiment d'infanterie et est nommé chevalier de la Légion d'honneur le 4 octobre 1918. 
René Avigdor est inhumé à Paris au cimetière de Montmartre (3e division).

## Œuvres dans les collections publiques
- Paris, musée Rodin :
  - Portrait de Rodin, 1899, huile sur toile[1] ;
  - Rodin dans son atelier, étude, huile sur toile, 46,3 × 55,3 cm[2] ;
  - Rodin dans son atelier, vers 1897-1898, huile sur toile, 221,3 × 250,5 cm[3] ;
  - Rodin dans son atelier devant Le Baiser, huile sur toile[4] ;
  - Le Baiser de Rodin, huile sur toile[5].